# HCM Slovan Rosice
HCM Slovan Rosice (celým názvem: Hokejový club mládeže Slovan Rosice) byl český klub ledního hokeje, který sídlil ve městě Rosice v Jihomoravském kraji.

## Historie klubu
Založen byl v roce 1939. V roce 1994 postoupil tehdejší HC Slovan Rosice do druhé ligy. V roce 1998 odkoupil licenci pro první ligu od HC Prostějov, v Rosicích pak přebudovaný klub nesl název HC Senators Rosice. Po slibných začátcích se začínaly dostávat navenek neshody mezi vedením hokejového klubu a městem Rosice a po čtyřech letech hokejová 1. liga mužů v Rosicích skončila; na konci roku 2001 byla ukončena smlouva se zimním stadionem v Rosicích a následně s městem Rosice. Licence na první ligu se přesunula do Žďáru nad Sázavou. Po roce 2002 se ve městě pravděpodobně  hrál hokej pod názvem HCM Slovan Rosice; fungoval zde pouze krajský přebor. Rosický klub se potýkal s řadou finančních problémů, které vyvrcholily tak, že v květnu 2009 pozastavil svou činnost. Od roku 2013 v Rosicích hraje hokejový klub HC Štika Rosice (krajská liga jižní Moravy a Zlína).
Své domácí zápasy HCM Slovan Rosice odehrával na zimním stadionu v Rosicích.

## Historické názvy
Zdroj:
- 1939 – založení
- 1993 – HC Slovan Rosice (Hokejový club Slovan Rosice)
- 1995 – HC Sorrena Rosice (Hokejový club Sorrena Rosice)
- 1997 – HC Senators Rosice (Hokejový club Senators Rosice)
- 1999 – HC eD's System Senators Rosice (Hokejový club eD's System Senators Rosice)
- 2001 – HC Senators Rosice (Hokejový club Senators Rosice)
- 2002 – HCM Slovan Rosice (Hokejový club mládeže Slovan Rosice)
- 2009 – zánik

## Přehled ligové účasti
Stručný přehled
Zdroj:
- 1993–1994: Jihomoravský krajský přebor (4. ligová úroveň v České republice)
- 1994–1998: 2. liga – sk. Východ (3. ligová úroveň v České republice)
- 1998–2002: 1. liga (2. ligová úroveň v České republice)
- 2004–2006: Krajský přebor Jižní Moravy a Zlína (4. ligová úroveň v České republice)
- 2008–2009: Jihomoravská a Zlínská krajská liga (4. ligová úroveň v České republice)

Jednotlivé ročníky
Zdroj:
Legenda: ZČ - základní část, JMK - Jihomoravský kraj, červené podbarvení - sestup, zelené podbarvení - postup, fialové podbarvení - reorganizace, změna skupiny či soutěže
| Česko (1993 – 2009) |                                     |           |           |                                                  |                                     |
| Sezóny              | Soutěž                              | Úroveň    | ZČ        | Play-off, nadstavba, sk. o udržení...            | Poznámky                            |
| 1993/94             | Jihomoravský krajský přebor         | 4. úroveň | 1. místo  |                                                  | Baráž                               |
| 1994/95             | 2. liga – sk. Východ                | 3. úroveň | 9. místo  |                                                  |                                     |
| 1995/96             | 2. liga – sk. Východ                | 3. úroveň | 3. místo  |                                                  |                                     |
| 1996/97             | 2. liga – sk. Východ                | 3. úroveň | 5. místo  |                                                  |                                     |
| 1997/98             | 2. liga – sk. Východ                | 3. úroveň | 5. místo  |                                                  | Koupě licence od Prostějova         |
| 1998/99             | 1. liga                             | 2. úroveň | 3. místo  |                                                  |                                     |
| 1999/00             | 1. liga                             | 2. úroveň | 5. místo  | Čtvrtfinále (prohra 1:3 na zápasy s IHC Písek)   |                                     |
| 2000/01             | 1. liga                             | 2. úroveň | 4. místo  | Semifinále (prohra 1:3 na zápasy s KLH Chomutov) |                                     |
| 2001/02             | 1. liga                             | 2. úroveň | 10. místo |                                                  | Prodej licence do Žďáru nad Sázavou |
| ...                 |                                     |           |           |                                                  |                                     |
| 2004/05             | Krajský přebor Jižní Moravy a Zlína | 4. úroveň | 5. místo  | Čtvrtfinále                                      |                                     |
| 2005/06             | Krajský přebor Jižní Moravy a Zlína | 4. úroveň | 8. místo  | Čtvrtfinále JMK                                  | Odhlášení ze soutěže                |
| ...                 |                                     |           |           |                                                  |                                     |
| 2008/09             | Jihomoravská a Zlínská krajská liga | 4. úroveň | 3. místo  | Finále JMK                                       | Odhlášení ze soutěže                |

## Účast v mezinárodních pohárech
Zdroj:
Legenda: SP - Spenglerův pohár, EHP - Evropský hokejový pohár, EHL - Evropská hokejová liga, SSix - Super six, IIHFSup - IIHF Superpohár, VC - Victoria Cup, HLMI - Hokejová liga mistrů IIHF, ET - European Trophy, HLM - Hokejová liga mistrů, KP - Kontinentální pohár
- KP 2001/2002 – 1. kolo, sk. J (2. místo)